# Arboga Tidning (1851)
Arboga Tidning var en dagstidning med endagarsutgivning från 28 februari 1851 till den 23 mars 1855.
Utgivningsbevis för tidningen utfärdades för organisten, musikdirektör Johan Gabriel Wahlström den 6 februari 1851. Redaktionen var i Arboga liksom tryckningen. Wahlström hade liberala värderingar och ådrog sig missnöje från konservativa kretsar i staden. Dessa grundade Nya Weckobladet i Arboga 1853. Wahlström blev för i tidningen förekommande skymfliga angrepp mot enskild person åtalad av rådman Olof Törnqvist samt av rådhusrätten den 29 maj 1854 dömd till 100 riksdaler banko i böter, offentlig avbön samt en månads fängelse. Domen stadfästes av Svea Hovrätt 23 augusti 1854. Vid tidningens upphörande den 23 mars 1855 fick dess prenumeranter i ersättning till årets slut Nya Weckobladet i Arboga.
Arboga Tidning startades av klockaren Johan Gabriel Wahlström och utkom med sitt första nummer 1851. Wahlström kom på idén att låta klockarna tillkännage nyheten om den startade tidningen i omkring 70 kyrkor runt Arboga. I gengäld propagerade han i sin tidning för att ge klockarna rösträtt. Hans handlande kom snabbt att ge honom en rad fiender i prästeståndet och själve biskop Christian Eric Fahlcrantz gick ut och varnade för tidningar som "undergrävde den religiösa moralen och samhällets övriga grundsatser". Trots föresatser att vara försiktig med vad han skrev i tidningen råkade han som liberal snart i en mängd konflikter med högermän i staden. 
Tidningen trycktes hos J. G. Wahlström med enbart frakturstil till 24 december 1851 därefter antikva och fraktur blandat. Tidningen kom ut på fredagar med 4 sidor, ett dubbelvikt ark i folioformat med 3 spalter på satsytan 29,6 - 31,5 x 20,8 - 21,3 cm stor. Priset var 3 riksdaler riksmynt 16 skilling banko år 1851 därefter 4 riksdaler 24 skilling banko.